# Abe
Abe je priimek več znanih oseb:
- Keiko Abe (*1937), japonska skladateljica
- Kobo Abe (1924—1993), japonski pisatelj
- Jutaka Abe (1895—1977), japonski režiser
- Nobujuki Abe (1875—1953), japonski politik
- Šintaro Abe (1924—1991), japonski politik
- Šinzo Abe (1954—2022), japonski politik